# Maggini (cratère martien)

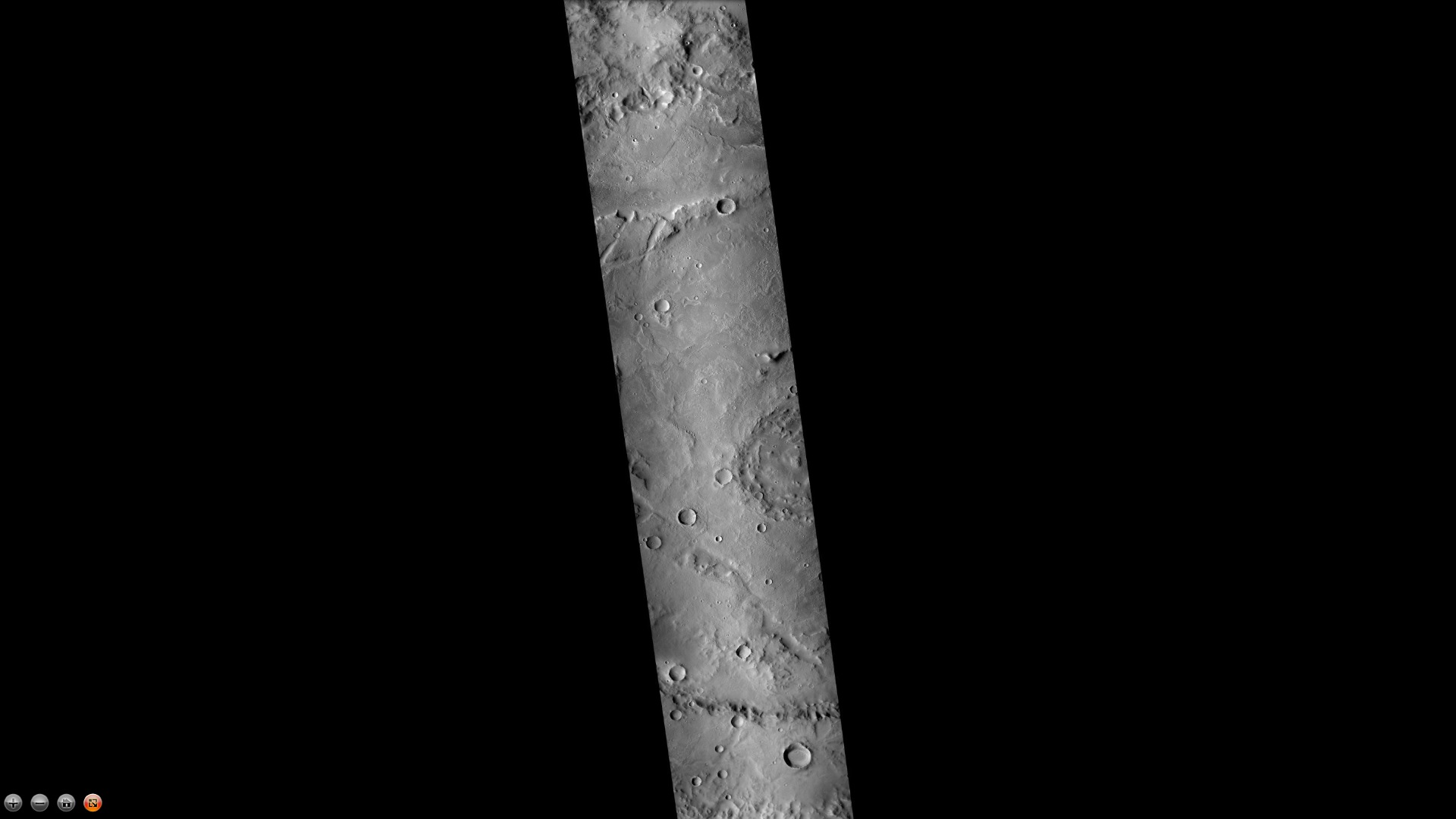
Maggini, vu par CTX

Maggini est un cratère d'impact de 143 km de diamètre situé sur Mars dans le quadrangle d'Arabia par 27,7º N et 9,4º E. Il a été nommé en référence à l'astronome italien Mentore Maggini (1890-1941).
Situé au nord de Arabia Terra, ce cratère est très érodé, certains contours demeurant à peine visibles par rapport au terrain environnant.